# Yale (Michigan)
Yale is een plaats (city) in de Amerikaanse staat Michigan, en valt bestuurlijk gezien onder St. Clair County.

## Demografie
Bij de volkstelling in 2000 werd het aantal inwoners vastgesteld op 2063.
In 2006 is het aantal inwoners door het United States Census Bureau geschat op 1979, een daling van 84 (-4,1%).

## Geografie
Volgens het United States Census Bureau beslaat de plaats een oppervlakte van
3,3 km², geheel bestaande uit land. Yale ligt op ongeveer 242 m boven zeeniveau.

## Plaatsen in de nabije omgeving
De onderstaande figuur toont nabijgelegen plaatsen in een straal van 20 km rond Yale.